# Hathor (Stargate)
Hathor is een personage uit de SF-serie Stargate SG-1 en is gebaseerd op de Egyptische hemelgodin Hathor. Ze is een Goa'uld en haar rol wordt gespeeld door Suanne Braun.

## Over Hathor
Hathor is een Goa'uldkoningin die haar wil kan opleggen aan mannen door feromonen af te geven aan de persoon in kwestie. Met Hathor, de dochter en vrouw van Ra, wordt voor het eerst kennisgemaakt in de aflevering Hathor, alwaar ze in Zuid-Amerika ligt opgesloten in een sarcofaag. Ze wordt bevrijd door twee (onwetende) archeologen die ze vervolgens doodt.
Later duikt ze op bij het hoofdkwartier van SG-1 dat is gevestigd in Cheyenne Mountain alwaar ze de SGC probeert over te nemen. De enigen die haar kunnen stoppen zijn de aanwezige vrouwelijke SGC-leden en Teal'c. In de aflevering Out of Mind neemt ze drie van de vier leden van het SG-1 team gevangen (alleen Teal'c niet). Ze probeert de leden te laten geloven dat ze in jaar 2077 zijn beland nadat ze uit stasis komen. In de aflevering Into the Fire wordt Hathor door Jack O'Neill omgebracht.